# فيليبي ريوس
فيليبي ريوس (بالإسبانية: Felipe Ríos)‏ هو لاعب كرة مضرب تشيلي، ولد في 4 مارس 1992 في فينيا ديل مار في تشيلي.

## وصلات خارجية
- فيليبي ريوس على موقع رابطة محترفي التنس (الإنجليزية)
- فيليبي ريوس على موقع الاتحاد الدولي لكرة المضرب (الإنجليزية)
- فيليبي ريوس على موقع خلاصة التنس.كوم (الإنجليزية)